# جلال الدین فقهی سلجوقی

## زندگینامه
الگو:اطلاعات شخص

قاضی جلال الدین فقهی سلجوقی

جلال الدین فقهی سلجوقی ، معروف به حاج قاضی جلال الدین فقهی سلجوقی نقشبندی ، در سال 1269 هجری شمسی در روستای کاریزدره از توابع تربت جام خراسان متولد شد. او تحصیلات ابتدایی را نزد پدر و تحصیلات تکمیلی را در هرات در نظامیه ی سلجوقیان هرات گذراند و پس از بازگشت به ایران ، بعنوان قاضی در تربت جام مشغول به کار شد.
از او بعنوان یکی از مشاهیر معاصر تربت جام نام برده میشود که تالیفات منظوم و منثورش بعضا به چاپ رسیده است

## نسب خانوادگی و تولد
او در سال 1269 هجری شمسی در خانواده سنی مذهب و حنفی از طایفه سلجوقی متولد شد. در شجره نامه خانوادگی این خانواده که اکنون در کتابخانه شخصی قاضی جلال الدین  نگهداری میشود ، نسب خود را به سلطان سنجر سلجوقی میرسانند و بعلت اینکه نسل اندر نسل در جامه ی روحانیت فعالیت کردند به اولاد آخوندها شناخته میشدند.
نقل است که جد بزرگش شیخ الاسلام محمد سلجوقی که در سال 1126 شمسی (1747 میلادی) در منطقه ی زمین داور از ولایت هلمند افغانستان بعنوان پیشوای طریقه ی نقشبندیه ، مریدان بسیاری داشت ، با تشکیل اولین لویی جرگه افغانستان که در آن احمد خان ابدالی (بعدها با عنوان احمدشاه درانی سلسله درانی را در افغانستان بنا نهاد) در آن گردهمایی شرکت کرد و سپس از سوی شاه درانی ماموریت یافت تا برای تبلیغ دین و مبارزه با خرافات حاصل از دوره صفویه سبمت ایران رهسپار شود. او که چهار پسر داشت هر کدام را به ولایتی فرستاد که چهارمین آنها مولوی ملا محمدرضا به دستور پدرش به قلعه زورآباد در خراسان ایران مهاجرت کرد. زورآباد در آن ایم تحت حکومت شاهرخ شاه افشار بود که رابطه ی نسبتا خوبی با شاه درانی داشت و دخترش را به عقد شاهزاده ی افغان (تیمور شاه درانی) در آورده بود. مابقی بخش های ایران در آن دوران ، تحت حکومت کریم خان زند اداره میشد.
جلال الدین فرزند خلیفه احمد فرزند ملا میرزا فرزند ملا رضا فرزند ملا محمدرضا فرزند شیخ الاسلام محمد سلجوقی است که بدین ترتیب به ایران مهاجرت کردند.

## دوران تحصیل
جلال الدین تحصیلات ابتدایی را نزد پدرش گذراند و اولین بیت شعرش را در 12 سالگی سرود : «به سن ده و دو به عهد صغر ، کتابی نوشتم به امر پدر»
سپس با صلاحدید پدرش راهی کشور افغانستان شد تا در هرات در کنار عموزادگان دیگرش در پای حصار و در قلعه اختیارالدین به تحصیل بپردازد. سرشناس ترین هم درسش صلاح الدین فرزند مفتی سراج الدین بود.
سراج الدین که مفتی شهر هرات بود و میزبانی جلال الدین نوجوان را در دوران تحصیلش در هرات بر عهده داشت تاثیر زیادی در شخصیت او گذاشت. تا آنجا که جلال الدین پس از بازگشت به ایران و تولد اولین فرزندش ، آن را به یاد وی «سراج الدین» نام نهاد و بعدها همچون خلف خود به مفتی شرع شد. جلال الدین در واپسین سالهای حیات سلسله قاجاریه به ایران بازگشت و برای تبلیغ سفرهای خود را آغاز کرد.

## قضاوت و شهرت
پس از بازگشت به ایران ، جلال الدین سفرهای تبلیغی خود به شهرها و روستاهای مختلف خراسان را آغاز کرد و به سرعت در بین اهل تسنن خراسان به فردی شناخته شده تبدیل گردید. او که در علوم دینی از جمله فقه و اصول ، استفتا و قضاوت و ... مدارج عالی را طی کرده بود از سوی مردم به عنوان اعلم علمای جام و قاضی انتخاب شد، منصبی که بعدها به تایید حکومت پهلوی هم رسید و رسما عنوان قاضی رسمی را دریافت کرد.
جلال الدین ، جمعه ها را در مشهدریزه تایباد به امامت جمعه می ایستاد و در مشهد برای سخنرانی و مناظره به منبر می رفت.
رابطه ی نزدیک با افراد سرشناسی همچون امیرتیمور محمدابراهیم کلالی رئیس ایل تیموری جام ، به جلال الدین این امکان را می داد تا نفوذ خود را افزایش دهد.
جلال الدین غالبا با روحانیون شیعه ارتباط خوبی برقرار می کرد ، چنانکه افادی همچون مرتضی مطهری ، حسینعلی منتظری و علی خامنه ای برای دیدار با او به تربت جام می رفتند و برای رفع مشکلات خود در دوران حکومت پهلوی از او کمک میگرفتند. در باب آشنایی قاضی جلال الدین با خامنه ای ، اینطور نوشته اند که : در طول سفرهای او به مشهد و خرید از مغازه ی پارچه فروشی میرزا باقر احدیان که از بستگان نزدیک خامنه ای بود ، آشنایی و دوستی بین آن دو صورت می گیرد چنانکه احدیان بر اولین نسخه ی کتاب منظومه جلالی که در سال 1330 شمسی به چاپ رسید مقدمه ای نوشت و سپس دلیل آشنایی خامنه ای و سفر به کلاته قاضی در سال 1342 شمسی فراهم شد. 

## دارالتقریب مذاهب اسلامی
دار التقریب مذاهب اسلامی که به همت سید حسین طباطبایی بروجردی (روحانی شیعه اهل ایران) و شیخ محمود شلتوت (روحانی سنی اهل مصر) با هدف وحدت بین تشیع و تسنن ایجاد گردید و منجر به صدور فتوای تاریخی شیخ شلتوت مبنی بر شناختن مذهب و فقه جعفری بعنوان پنجمین مذهب به همراه مذاهب اربعه اهل سنت و بلامانع بودن تقلید و عمل به آن گردید.
به نقل از میرزا باقر احدیان ، قاضی به عضویت دارالتقریب در آمد و در آن فعالیت می نمود و در جلسات دارالتقریب شرکت نموده و با اعضای آن مراوده داشت.

## ازدواج
جلال الدین در مجموع پنج همسر اختیار کرد. اولین بار پس از بازگشت به ایران ازدواج کرد و تنها یک پسر از ازدواج نخستش متولد شد که او را سراج الدین نامید. پس از مرگ همسر اولش ، جلال الدین به تبعیت از سنت پیامبر و برای ارتباط بیشتر با طوایف مختلف خراسانی ، با چهار بیوه زن از چهار طایفه ی مختلف ازدواج نمود. حاصل این پنج وصلت در موجوع نه پسر و هفت دختر بودند و البته کودکان دیگری که در خردسالی از دنیا رفتند.

## آثار
اولین کتابی که از او در زمان حیاتش به چاپ رسید نظمیه جلالی نام داشت. نظمیه یا منظومه شامل غزلیات ، مخمسات ، مسدسات و رباعیات جلال الدین بود و چند ترجمه که در مضامین مختلف : عارفانه ، عاشقانه ، عشق به خدا و پیامبر و صحابه و اهل بیت  و ... است. جلال الدین در این کتاب چنان خود را میانه رو و بدون تعصبات مذهبی معرفی میکند که برخی به اشتباه او را شیعه میدانند!
از دیگر آثارش که به چاپ رسیدند می توان به زنبیل جلالی یا کشکول ، تقسیم میراث ( چاپ محدود) و رساله صراط المسقیم (چاپ غیررسمی) نام برد. سایر آثار جلال الدین به دلایل مختلفی (از جمله نیاز به ترجمه در آثار عربی) هنوز به چاپ نرسیدند.

## وفات
جلال الدین فقهی سلجوقی در 19 اسفند 1352 شمسی در زادگاهش تربت جام و در روستایی که خودش بنا نهاده بود به نام کلاته قاضی ، در سن 83 سالگی به علت نارسایی کلیوی درگذشت. دکتر محمد کوثری در واپسین روزهای عمرشش بر بالینش حاضر شد. مدفنش در بلندای تپه ای در روستای کاریزدره در تربت جام واقع شده است.